# Idaea japonica
Idaea japonica är en fjärilsart som beskrevs av Inoue 1955. Idaea japonica ingår i släktet Idaea och familjen mätare. Inga underarter finns listade i Catalogue of Life.